# Oerlikon RSC-51
«Эрликон-Контравис» RSC-51 (англ. Oerlikon/Contraves RSC-51, также известна как Oerlikon Type 54 и в США как MX-1868) — первый в мире зенитный ракетный комплекс, прошедший полные испытания и поступивший в серийное производство. Разработан в инициативном порядке швейцарскими фирмами Oerlikon и Contraves. Первый коммерчески доступный зенитный ракетный комплекс, поставлявшийся в ряд стран (хотя исключительно в исследовательских целях). Участия в боевых действиях не принимал.

## История
В 1947 году, швейцарская фирма «Эрликон», широко известная на рынке вооружений, начала разработку управляемой зенитной ракеты собственной конструкции. Работы над проектом велись фирмой в инициативном порядке, без какой-либо поддержки со стороны правительства. В отличие от амбициозных проектов зенитно-ракетных комплексов США и СССР, вроде MIM-3 Nike Ajax и С-25, швейцарский проект с самого начала рассматривался как максимально простая конструкция, созданная на основе существующих технологий, которую можно было бы создать в кратчайшие сроки (в том числе и потому, что фирма изначально рассчитывала на экспортные поставки). Основные работы по проекту RSC-51 заняли всего 3 года, и в 1950 году ракета поступила на испытания.

## Конструкция
Даже для своего времени, RSC-51 была довольно простой ракетой. Корпус длиной около 5 метров имел сигарообразную форму, сильно сужающуюся к носовой оконечности. Максимальный диаметр достигал 40 см.
В движение ракету приводил однокамерный жидкотопливный ракетный двигатель, работающий на азотной кислоте и керосине. Он мог развивать тягу в 1000 килограмм на протяжении 30 секунд. Подача компонентов была вытеснительной, с помощью хранящегося в сферическом баллоне сжатого азота. Так как тяга двигателя значительно превышала массу ракеты (350 кг полностью снаряженная), необходимости в стартовом ускорителе не было. Управление ракетой осуществлялось с помощью отклоняемого (графитовыми пластинками) вектора тяги.
Система управления ракетой была основана на принципе «осёдланный луч». Ракета двигалась к цели вдоль линии, образуемой вращающимся лучом наземного радара «Браун-Бовери». Если летящая ракета отклонялась от траектории и начинала пересекать трассу луча, приёмная аппаратура вырабатывала сигнал для рулевых машинок, возвращающий ракету на курс. Система наведения ракеты была сравнительно простой и надёжной, мало подверженной помехам но в то же время имела ряд недостатков.
Радиус поражения ракеты составлял 15-20 километров по дальности и по высоте. Максимальная скорость полёта составляла 1,8 МаХа, что позволяло поражать эффективно только дозвуковые цели. Боевая часть весом в 20 кг приводилась в действие радиолокационным взрывателем, аналогичным применяемому на зенитных артиллерийских снарядах крупного калибра.

### Развертывание

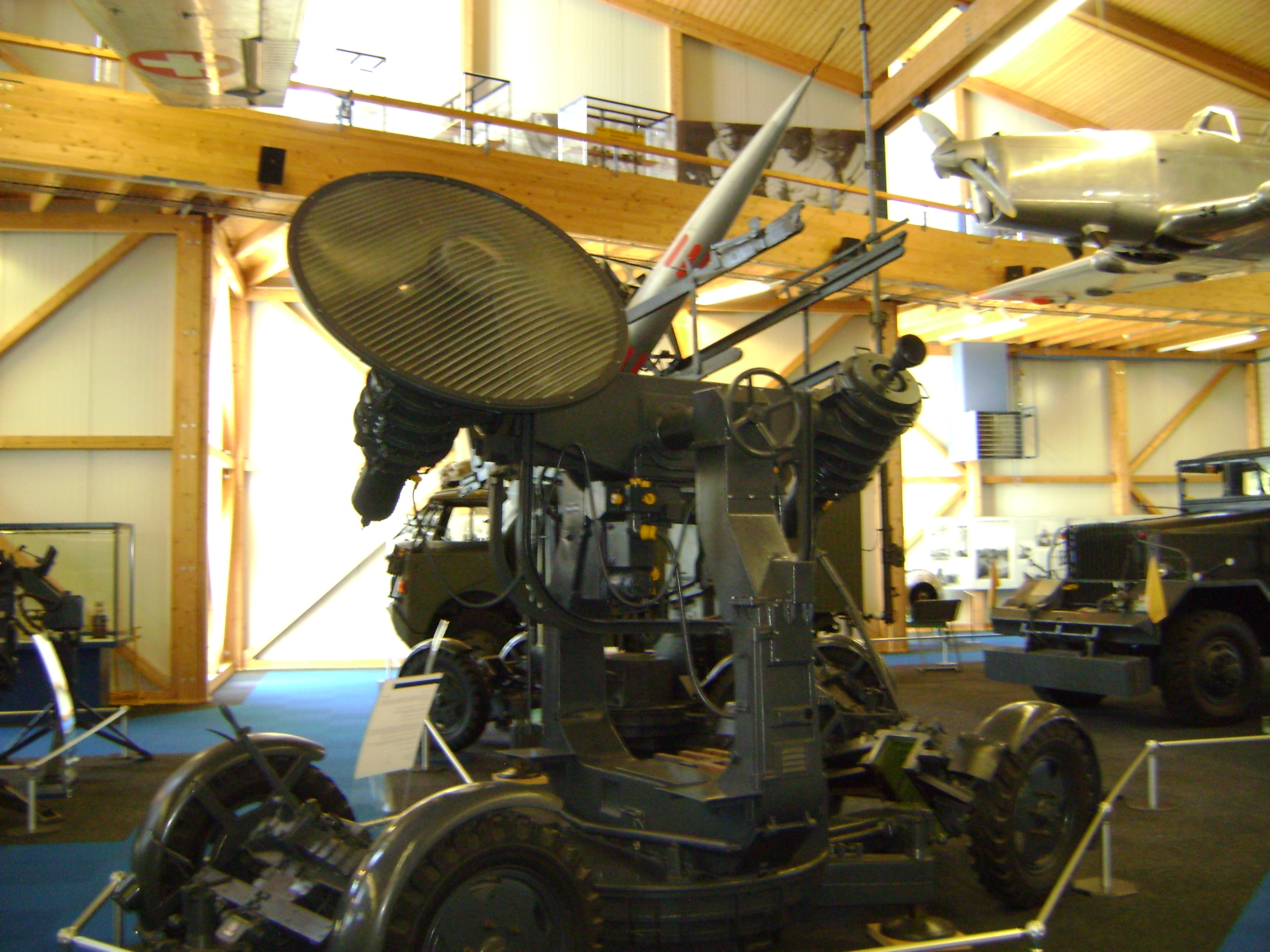
Радарная установка "Браун-Бовери" на лафете от зенитной пушки

Ракеты RSC-51 запускались с балочных пусковых установок, причем ракета подвешивалась под балкой. Каждый дивизион включал три батареи по две пусковые установки, и каждая батарея комплектовалась собственным радаром наведения. Приближающаяся воздушная цель обнаруживалась на дистанции до 120 км радаром общего обнаружения дивизиона, её высота, направление полёта и скорость определялись централизовано и передавались на пусковые батареи. По инструкциям от дивизионного радара, РЛС наведения ракетных батарей брали цель на ручное сопровождение и осуществляли наведение запущенных ракет. В случае необходимости, были предусмотрены также оптические средства обнаружения цели.
По расчетам, дивизион ракет RSC-51 мог выпустить до 12 ракет в минуту по трём независимым воздушным целям. Все единицы дивизиона были полностью мобильны и могли быть быстро переброшены с места на место: тем самым, RSC-51 являлся первым в мире полностью мобильным ракетным комплексом.

## Применение
Разработанные в инициативном порядке, ракеты RSC-51 с самого начала интенсивно поставлялись на экспорт. Партии ракет закупили, в основном с исследовательскими целями, Швеция, Италия и Япония (в последней, ракеты RSC-51 даже были приняты в опытную эксплуатацию, хотя официально на вооружение не поступали). Заинтересовались ракетами и США: в 1952 году партия из 25 ракет была закуплена для испытаний. ВВС США рассматривали возможность производства этих ракет по лицензии как мобильного средства прикрытия наземных войск и прифронтовых объектов. Ракете было присвоено временное обозначение MX-1868, но дальше ряда экспериментов проект не пошел.
Несмотря на сравнительно большие по меркам 1950-х масштабы продаж, зенитно-ракетный комплекс RCS-51 так и не был принят на вооружение ни одной страной мира. Зенитные ракеты в то время рассматривались в основном как средство прикрытия тыловых стационарных объектов, где главное преимущество швейцарского комплекса - мобильность - было малоактуально. Боевые же характеристики комплекса, дальность, точность и высота поражения, значительно уступали стационарным и полумобильным ЗРК производства США и СССР. С появлением более совершенных ЗРК MIM-14 Nike-Hercules и С-75, швейцарский зенитный комплекс окончательно устарел. Несколько попыток модернизации было предпринято в конце 1950-х, но из-за несовершенной системы наведения и использования жидкого топлива комплекс все равно значительно уступал появившимся мобильным фронтовым ЗРК MIM-23 Hawk и С-125, работавшим на твердом топливе и способным поражать цели на малых высотах.

### RSD-58
Oerlikon RSD-58

### Морская версия RSC-51
В конце 1950-х, в рамках разработки проекта современного крейсера для ВМФ Венесуэлы, британская фирма "Виккерс-Армстронг" в инициативном порядке предложила проект ракетного крейсера, вооруженного ЗРК RSC-51. Две двухбалочные пусковые установки располагались на корме на стабилизированных платформах, и перезаряжались из 24-зарядных магазинов. Тем не менее, так как комплекс никогда не предназначался для морского развертывания, а применение жидкотопливных ЗРК в море было технически сложным, возможность реализации проекта была сочтена сомнительной.